# فاليري بوندار
فاليري بوندار (مواليد 27 فبراير 1999) هو لاعب كرة القدم قدم قدم أوكراني ولد في مدينة خاركيف في أوكورانيا يلعب في كمدافع في نادي شاختار ومنتخب أوكرانيا تحت 21 سنة لكرة القدم.

## روابط خارجية
- فاليري بوندار على موقع الاتحاد الأوربي (الإنجليزية)
- فاليري بوندار على موقع اتحاد أوكرانيا (الإنجليزية)
- فاليري بوندار على موقع قاعدة بيانات كرة القدم.إي يو (الإنجليزية)
- فاليري بوندار على موقع ناشيونال فوتبول تيمز (الإنجليزية)
- فاليري بوندار على موقع Soccerway.com (الإنجليزية)
- فاليري بوندار على موقع عالم كرة القدم.نت (الإنجليزية)
- فاليري بوندار على موقع AS.com (الإسبانية)